# 음수 (후한)
음수(陰脩, ? ~ 190년)는 중국 후한 말의 정치가로, 자는 원기(元基)이며 형주(荊州) 남양군(南陽郡) 신야현(新野縣) 사람이다.

## 생애
사승(謝承)이 저술한 《후한서(後漢書)》에 열전이 있었으나 유실되었으며, 다른 사서에 조금씩 인용된 구절이 전해지고 있다.
음수는 영천태수(潁川太守)를 지냈는데, 부임할 때 오관연(五官掾) 장중(張仲)을 방정(方正)에 천거하고 공조(功曹) 종요(鍾繇) · 주부(注簿) 순욱(荀彧) · 주기연(主記掾) 장례(張禮) · 적조연(賊曹掾) 두우(杜祐) · 효렴(孝廉) 순유(荀攸) · 계리(計吏) 곽도(郭圖) 등을 발탁하였다.
그 후, 동탁(董卓)이 집권한 후에는 그의 밑에서 소부(少府)를 지냈다.
초평(初平) 원년(190년), 원소(袁紹)가 산동(山東)에서 봉기하자 동탁은 원소의 숙부 원외(袁隗) · 형 원기(袁基) 및 일족 50여 명을 주살하는 한편 음수 등을 원소에게 파견하여 군대를 해산하도록 하였다. 그러나 원소는 이를 무시했고, 음수는 원소의 동생 원술(袁術)에게 죽임을 당하였다.

## 음수를 섬긴 사람들
- 곽도　공칙(公則)
- 두우
- 순욱　문약(文若)
- 순유　공달(公達)
- 장례
- 장중
- 종요　원상(元常)